# I. Íñigo pamplonai király
I. Íñigo, teljes nevén Iñigo Iñiguez Arista, baszkul Eneko Enekones Aritza/Haritza/Aiza, arabul ونقه بن ونقه, (Wannaqo ibn Wannaqo) (Bigorre, 771 – Isaba, 851 és 852 között), a Pamplonai Királyság megalapítója és első uralkodója (824–851?, 852?).

## Élete
Későbbi források valószínűsítik, hogy apja Íñigo Jiménez (762?–?) a félfüggetlen Baszk Hercegség Bigorre grófságának egyik főura (grófja?) volt. Anyja Gascogne-i Ximeno (740?–816?), öccse Fortún Íñiguez (فرتون بن ونقه, Fortūn ibn Wannaqo).
Apja birtokát és tisztségét Iñigo Arista örökölte. Anyja ezután másodszor is férjhez ment; második férje Múszá ibn Fortún ibn Qasi, a Pamplonától délre elterülő, (Tudela székhelyű) Banu Qasi taifa emírje lett. Gyermekük, Iñigo Arista féltestvére, Múszá ibn Múszá (Múszá ibn Múszá ibn Qasi) követte apját az emírség élén, és a két féltestvér szoros szövetséget kötött a frank terjeszkedés ellen. Lehet, hogy Iñigo Arista féltestvére volt az a Mutarrif ibn Múszá, Múszá ibn Múszá ibn Qasi öccse, Pamplona kormányzója is, akit 799-ben frank ügynökök gyilkoltak meg.
Séguin baszk herceg felkelésének bukása után 816-ban birtokaihoz csatolta Baszkföldet (vagy legalábbis annak déli részét).
820-ban csapatokat vezényelt Aragóniába, lemondatta a frankok szövetségeseként ismert I. Aznar aragóniai grófot, és vejét, I. (Rossz) Garcíát ültette a helyébe.
824-ben ő vezette a frankok elleni sikeres szabadságharcot, amivel sikerült kivívni Pamplona önállóságát. A harmadik roncesvallesi csatában Pamplona, Aragónia és Banu Qasi hadait összefogva megsemmisítő vereséget mért a frankokra.
Ezután a felkelő nemesek királyukká választották. Iñigo Arista formálisan elismerte hűbérurának a córdobai emírt, ezért Córdobában „keresztény hercegnek” (Christicolae princeps) nevezték. Aznarnak rokonságukra tekintettel megkegyelmezett, Aeblust pedig II. Abd Al-Rahmán córdobai emírhez küldte; Aeblus a fogságban halt meg.
Valószínűleg kétszer házasodott:
- első feleségétől (Oneca (vagy Toda) Velascez de Pamplona, 785?–?) született gyermekei:
- Assona Íñiguez;
- García Íñiguez (834–885), a későbbi I. García király;
- második felesége egyes források szerint Iñiga Ximena volt.

További gyermekei:
- Galindo Íñiguez, aki Córdobába menekült;
- egy ismeretlen nevű lány (Nunila Íñiguez?), I. García aragóniai gróf (Rossz García) második felesége.

Uralkodására mindvégig a hintapolitika volt jellemző: országa függetlenségét úgy őrizte meg, hogy folyamatosan kijátszotta egymás ellen a szembenálló keresztény és muszlim hatalmakat.
- Féltestvére, Múszá ibn Múszá ibn Qasi segítségével a Pireneusok több völgyét elhódította a frankoktól, így terjesztve ki az Ebro felső folyása mentén kialakított királyság határait.
- 840-ben Abdallah ibn Kulayb, Zaragoza kormányzója megtámadta a királyságot, de Múszá ibn Múszá ibn Qasi fellázadt ellene, és a támadás összeomlott.
- 841-ben (840-ben? 842-ben?) viking fosztogatók támadtak Pamplonára. Iñigo Arista és Múszá ibn Múszá ibn Qasi felvette velük a harcot, ám Iñigo Arista megbénult a csatában szerzett sebétől. Ettől fogva régensként fia, a későbbi I. García uralkodott helyette, és ebben nagybátyja, Fortún Íñiguez mint „az ország első lovagja” segítette.
- 842-ben(?) Múszá ibn Múszá ibn Qasi felkelt Córdoba emírje ellen, és a Pamplonai királyság támogatta harcában. II. Abd Al-Rahmán córdobai emír több hadjáratot is vezetett a fellázadt tartományokba, és 843-ban döntő vereséget mért a felkelőkre:
  - Fortún Íñiguez elesett a csatában;
  - Múszá ibn Múszá ibn Qasi lovát kilőtték, úgyhogy gyalogosan menekült el a csatatérről néhány kísérőjével;
  - a már béna Iñigo Arista és fia, Galindo Íñiguez is megsebesült; néhány hűséges nemesük mentette ki őket a harcmezőről.
- A vereség után a felkelők 844-ben fiaikat, Galindo Íñiguezt, illetve Lubb ibn Múszát küldték Córdobába békét kérve. Múszá ibn Múszának meg kellett hódolnia.
- 850-ben Múszá ibn Múszá ismét fellázadt II. Abd Al-Rahmán ellen, és a Pamplonai királyság ismét melléállt.

Iñigo Arista a muszlim naptár szerinti 237. esztendőben hunyt el – tehát vagy 851 végén, vagy 852 elején.